# ムクロリシン
ムクロリシン(Mucrolysin、EC 3.4.24.54)は、酵素である。この酵素は、インスリンB鎖のSer9-His、His10-Leu、Leu15-Tyr、Tyr16Leuの結合を切断する反応を触媒する。
このエンドペプチダーゼは、ハブの毒に含まれる。